# Thogarma
Thogarma ist ein Dramenfragment von Friedrich Dürrenmatt, von dem nur eine Szene veröffentlicht wurde.

## Handlung
Das Drama spielt direkt nach der Sintflut. Das Stück beginnt mit einem in Jamben geschriebenen Monolog und setzt mit jener einzigen veröffentlichten Szene, einer Henkerszene, fort. In dieser Szene soll Tharsis aufgrund von Ungehorsam gegenüber seinem Großvater Japheth hingerichtet werden. Auch Javan, Tharsis' Vater, Thubal und Mesech, zwei Brüder Javans, treten auf. Kurz vor der Vollstreckung der Exekution betritt Magog die Szenerie und bittet den Henker zu unterbrechen, aber erst nachdem der Kopf in den Schoß einer Marktfrau flog, hat dieser Gelegenheit zu verkünden, dass Japhet tot sei. Das Volk erkennt nun Thogarma als König an, obwohl dieser nicht direkt von Japheth abstammt, sondern aus dem Geschlecht von Ham kommt. Mesech bezeichnet ihn als Hurensohn. Die Szene endet mit einem Versuch der Marktfrau den abgetrennten Kopf von Tharsis zu verkaufen. Weitere Angaben zur Handlung sind nicht gegeben.

## Entstehung und Veröffentlichung
Das Fragment entstand in den Jahren 1944 und 1945. Dürrenmatt schrieb, dass er sich in dem Stück „verbohrt“ habe. Zuerst veröffentlicht wurde die Henkerszene 1980 im Zuge der von Dürrenmatt herausgegebenen Werkausgabe.

## Fortleben der Henkerszene
Die Szene wurde von Dürrenmatt veröffentlicht, weil sie ein Bestandteil seines ersten vollendeten Dramas Es steht geschrieben wurde. Die Szenen weisen Ähnlichkeiten in Aufbau, Länge, Besetzung und Handlung auf, sind aber nicht vollkommen identisch. So findet sich z. B. in beiden Fassungen der humoristische Aspekt, dass die letzte Rede des zu hängenden ständig von Gemüseverkaufsversuchen unterbrochen wird, bis die Ansprache aufgrund von Ungeduld ausgelassen wird. Ein großer Unterschied jedoch mag darin bestehen, dass in Es steht geschrieben der angeklagte Mönch nicht ums Leben kommt, wie es Tharsis in dieser Frühfassung tut.